# Natomas Men's Professional Tennis Tournament 2005
Il Natomas Men's Professional Tennis Tournament 2005 è stato un torneo di tennis facente parte della categoria ATP Challenger Series nell'ambito dell'ATP Challenger Series 2005. Il torneo si è giocato a Sacramento negli Stati Uniti dal 10 al 16 ottobre 2005 su campi in cemento.

## Vincitori

### Singolare
Rik De Voest ha battuto in finale  Phillip Simmonds con il punteggio di 3–6, 6–3, 6–4

### Doppio
Scott Lipsky /  David Martin hanno battuto in finale  John-Paul Fruttero /  Mirko Pehar 6–4, 6–4